# Bitwa o Morotai
Bitwa o Morotai – starcie wojny na Pacyfiku, trwające od 15 września 1944 roku do sierpnia 1945 roku. Walki zapoczątkował desant wojsk amerykańskich i australijskich, w południowo-zachodniej części Morotai, najbardziej na północ wysuniętej wyspy archipelagu Moluków. Przed wojną wyspa należała do Holenderskich Indii Wschodnich. Morotai była dla aliantów ważna ze względu na plany rozbudowy istniejącej na niej dużej bazy lotniczej, mającej wspierać późniejsze wyzwolenie Filipin. Alianckie siły inwazyjne znacznie przewyższały japońskie siły obronne, co pozwoliło na osiągnięcie założonych celów w ciągu dwóch tygodni. Posiłki japońskie docierały na wyspę pomiędzy wrześniem a listopadem, jednak braki w zaopatrzeniu nie pozwoliły na skuteczny atak na alianckie pozycje obronne. Wyspa została zabezpieczona przez aliantów 4 października, co zakończyło pierwszy etap bitwy. Sporadyczne potyczki trwały jednak do samego końca wojny, przy czym żołnierze japońscy ponieśli znaczne straty również z powodu głodu i chorób.
Przekształcanie Morotai w aliancką bazę rozpoczęło się wkrótce po inwazji. Dwa główne lądowiska były gotowe do użycia już w październiku. Wraz z innymi urządzeniami bazy na Morotai, odegrały ważną rolę w kampanii wyzwolenia Filipin w latach 1944–1945. Okręty podwodne oraz samoloty bazujące na Morotai, nękały japońskie pozycje w Holenderskich Indiach Wschodnich. Urządzenia tutejszej bazy były następnie wykorzystywane w prowadzonej przez Australię kampanii na Borneo w 1945 roku. Morotai pozostało ważnym hubem logistycznym oraz centrum dowodzenia do momentu przywrócenia przez Holandię swojej władzy kolonialnej w Indiach Wschodnich.

## Tło
Morotai jest najbardziej na północ wysuniętą wyspą w grupie Moluków, we wschodniej Indonezji. Wnętrze wyspy jest w większości górzyste i porośnięte gęstą dżunglą. Równina Doroeba w południowo-zachodniej części wyspy jest największą spośród kilku tutejszych nizin. Przed wybuchem II wojny światowej wyspa miała około 9 tysięcy mieszkańców, a sama Morotai nie była rozwinięta gospodarczo. Jako część Holenderskich Indii Wschodnich, była rządzona przez Holendrów poprzez Sułtanat Ternate. Japończycy zajęli ją w czasie podboju holenderskiej kolonii na początku 1942 roku, ale nie była dla nich ważna z punktu widzenia wojskowego, ani gospodarczego.

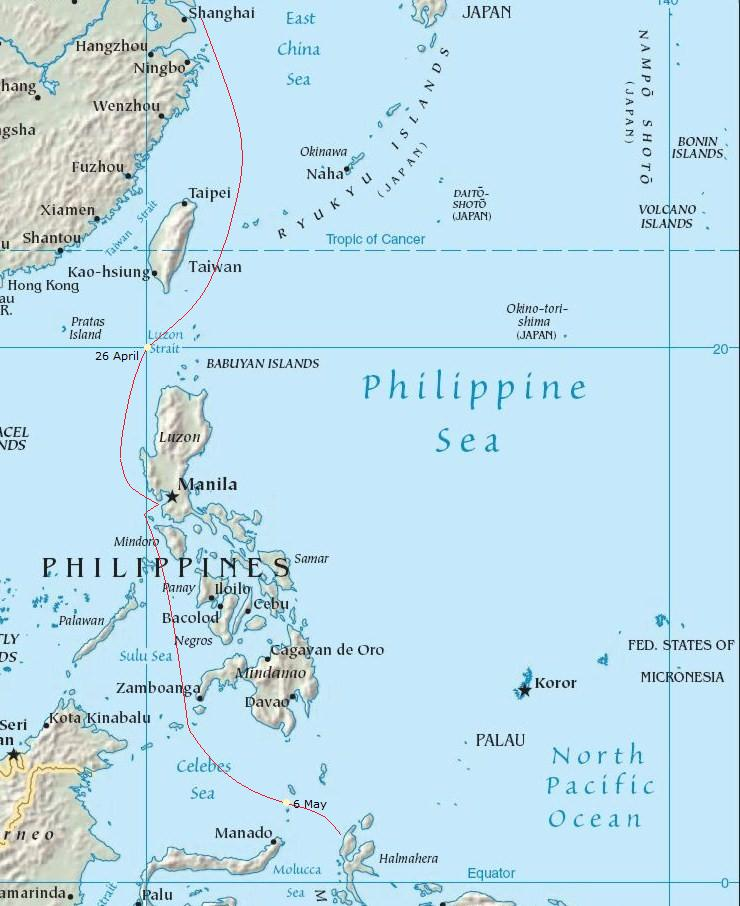
Konwój Take-Ichi

Na początku 1944 roku znaczenie strategiczne wyspy dla sił zbrojnych Japonii wzrosło, gdy sąsiednia wyspa Halmahera (największa wyspa archipelagu), zaczęła być przekształcana w ważny punkt obrony południowego podejścia do Filipin. W maju 1944 roku 32. Dywizja Cesarskiej Armii Japońskiej przybyła na Halmaherę, aby bronić wyspy i znajdujących się na niej dziewięciu lądowisk. Dywizja poniosła znaczne straty, gdy transportujący ją z Chin konwój (tzw. Konwój Take-Ichi) został zaatakowany przez amerykańskie okręty podwodne. Dwa bataliony 211 Pułku Piechoty należącego do 32. Dywizji zostały początkowo rozlokowane na Morotai. Ich zadaniem była rozbudowa lądowiska na równinie Doroeba. Oba bataliony zostały wycofane na Halmaherę w połowie lipca, w związku z problemami z odwodnieniem lądowiska. Alianccy kryptolodzy wykryli słabość obrony obu wysp, co zostało wykorzystane przy planowaniu ofensywy przeciwko Japończykom.
W lipcu 1944 roku, generał Douglas MacArthur, dowódca wojsk amerykańskich na południowo-zachodnim Pacyfiku, wybrał Morotai jako dogodne miejsce na ulokowanie bazy sił powietrznych oraz urządzeń marynarki wojennej, koniecznych do przeprowadzenia lądowania na Mindanao, które było wówczas planowane na 15 listopada. Morotai zostało wybrane ze względu na ewentualne trudności w zdobyciu, a następnie w utrzymaniu i obronie dużo większej Halmahery. Okupacja Morotai otrzymała kryptonim Operation Tradewind (Operacja Pasat). Desant zaplanowano na 15 września, tego samego dnia co desant amerykańskiej 1 Dywizji Piechoty Morskiej na wyspie Peleliu. Taki plan pozwalał głównym siłom United States Pacific Fleet na jednoczesne ochranianie obu operacji przed potencjalnymi kontratakami japońskimi.
Spodziewając się małego oporu, alianci zdecydowali o przeprowadzeniu desantu w pobliżu lądowiska na równinie Doroeba. Dwie plaże na południowo-zachodnim wybrzeżu zostały wybrane jako odpowiednie miejsce do tego typu operacji i zostały oznaczone jako Red Beach (Czerwona Plaża) i White Beach (Biała Plaża). Plan zakładał desant trzech pułków piechoty należących do 31 Dywizji 15 września, a następnie szybkie zabezpieczenie równiny. Jako że wnętrze Morotai nie miało istotnego znaczenia z wojskowego punktu widzenia, alianci zdecydowali się nie wkraczać w głąb wyspy, a ochraniać jedynie lądowiska. Plany budowy kolejnych lądowisk oraz innych instalacji wojskowych zostały opracowane już przed lądowaniem na Morotai. W związku z czym przed 15 września wybrano sugerowane lokalizacje dla budowy tych obiektów.

## Preludium

### Siły przeciwników
W momencie alianckiego lądowania, Morotai było bronione przez około 500 żołnierzy japońskich. Głównym oddziałem była 2. Tymczasowa Jednostka Podjazdowa, która przybywała stopniowo na wyspę pomiędzy 12 a 19 lipca, zastępując wycofane bataliony 32. Dywizji. 2. Tymczasowa Jednostka Podjazdowa składała się z czterech kompanii, które były obsadzone japońskimi oficerami i tajwańskimi żołnierzami. Na wyspie znajdowały się także małe oddziały piechoty, żandarmerii wojskowej oraz jednostki wsparcia. Dowódca sił japońskich na Morotai, major Takenobu Kawashima rozlokował jednostkę podjazdową w południowo-zachodnim sektorze wyspy oraz wykorzystał pozostałe siły do ustanowienia punktów zwiadowczych i obwodów wzdłuż linii brzegowej. Największa spośród forpoczt znajdowała się na północno-wschodnim krańcu wyspy, przylądku Sopi (ang.: Cape Sopi) i składała się z około 100 żołnierzy. Siły japońskie były zbyt małe i rozproszone, aby móc stawić skuteczny opór, w związku z tym 32. Dywizja rozkazała im budowę sztucznych obozów oraz użycie innych podstępów w celu przekonania Aliantów, że wyspa jest silnie umocniona.

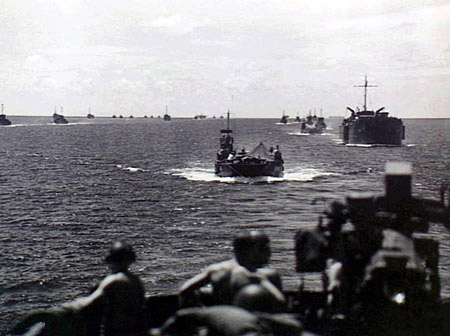
Długi sznur alianckich barek desantowych zbliżających się do Morotai

Siły alianckie wyznaczone na Morotai przewyższały liczebnie obrońców wyspy stosunkiem większym niż 100 do 1. 20 sierpnia utworzone zostały Siły Zadaniowe Tradewind (ang.: The Tradewind Task Force), pod dowództwem generała dywizji Charlesa Halla, składające się z 40 105 żołnierzy Wojsk Lądowych Stanów Zjednoczonych, a także 16 915 żołnierzy Sił Powietrznych Stanów Zjednoczonych (USAF) i Królewskich Australijskich Sił Powietrznych (RAAF). Siły Zadaniowe Tradewind zostały podporządkowane dowództwu 6 Armii Stanów Zjednoczonych. Jej głównymi elementami bojowymi były: dowództwo XI korpusu, 31 Dywizja Piechoty oraz 126 Pułkowa Drużyna Bojowa (ang.: Regimental Combat Team) z 32. Dywizji Piechoty. Oddziały te były wspierane przez inżynierów oraz dużą grupę przeciwlotniczą. Ponadto w skład sił zadaniowych wchodziła duża liczba oddziałów konstrukcyjnych oraz komunikacyjnych, których zadaniem było szybkie przekształcenie wyspy w ważną bazę. 6 Dywizja Piechoty została wyznaczona jako siły rezerwowe, pozostawione na Nowej Gwinei. Generał MacArthur towarzyszył swoim wojskom na pokładzie krążownika lekkiego USS „Nashville”, nie znajdował się jednak w bezpośrednim dowództwie operacji.
Siły desantowe były wspierane przez lotnictwo i marynarkę wojenną. Piąta Armia Powietrzna (ang.: Fifth Air Force, 5 AF) Sił Powietrznych Stanów Zjednoczonych bezpośrednio wspierały operację, podczas gdy Trzynasta Armia Powietrzna (ang.: Thirteenth Air Force, 13 AF) USAF wraz z Pierwszymi Australijskimi Taktycznymi Siłami Powietrznymi (ang.: Australian First Tactical Air Force, No. 1 TAF) przeprowadzały misje strategiczne w Holenderskich Indiach Wschodnich i na Filipinach. Siły morskie zostały wyznaczone jako grupa Task Force 77 i były podzielone na dwie grupy ataku, cztery grupy wzmocnienia, grupę wsparcia oraz grupę lotniskowców eskortowych. Grupy ataku i wzmocnienia odpowiedzialne były za transport sił szturmowych oraz późniejsze ich wsparcie. Składały się z dwudziestu czterech niszczycieli, czterech fregat, dwóch australijskich okrętów desantowych (Landing Ship Infantry – LSI), pięciu szybkich okrętów transportowych (High Speed Transport, oznaczone jako APD), jednego okrętu desantowego-doku (Landing Ship Dock – LSD), dwudziestu czterech barek desantowych piechoty (Landing Craft Infantry – LCI), czterdziestu pięciu okrętów desantowych czołgów (Landing Ship Tank – LST), dwudziestu barek desantowych czołgów (Landing Craft Tank – LCT) oraz jedenastu LCI uzbrojonych w rakiety. Grupa wsparcia składała się z dwóch australijskich ciężkich krążowników, trzech amerykańskich lekkich krążowników oraz ośmiu amerykańskich i dwóch australijskich niszczycieli. Grupa lotniskowców składała się z sześciu lotniskowców eskortowych, dziesięciu niszczycieli eskortowych oraz zapewniała patrol walki powietrznej (Combat air patrol – CAP), a także zwalczanie okrętów podwodnych (Anti-submarine warfare – ASW). W razie potrzeby wsparcia, dostępne były również Task Force 38.4, w skład której wchodziły dwa lotniskowce floty, dwa lotniskowce lekkie, jeden ciężki krążownik, jeden lekki krążownik oraz trzynaście niszczycieli.

### Ataki poprzedzające
Wstępne ataki lotnicze mające unieszkodliwić japońskie lotnictwo w pobliżu Morotai rozpoczęły się w sierpniu 1944 roku. W tym czasie alianci szacowali, że siły japońskie w promieniu 640 km (400 mil) stanowią 582 samoloty. 400 spośród nich miało się znajdować w rejonie wyspy. Siły alianckie przeprowadziły ciężkie naloty na lądowiska na wyspach Halmahera, Celebes, Ambon, Seram, Buru i w innych rejonach. Amerykańskie samoloty, bazujące na lotniskowcach, atakowały również japońskie jednostki bazujące na Mindanao. Ataki zakończyły się sukcesem. 14 września oszacowano liczbę pozostałych w rejonie Morotai japońskich samolotów na 60 sztuk.
W celu zaskoczenia przeciwnika alianci nie bombardowali samej wyspy Morotai przed planowaną inwazją. Odbyto jedynie kilka lotów rozpoznawczych nad wyspą, w trakcie których była ona fotografowana. Patrol Sojuszniczego Biura Wywiadu (ang.: Allied Intelligence Bureau) wylądował na wyspie w czerwcu, jednak informacje przez niego zebrane nie zostały przekazane 6 Armii. Pomimo tego, że The Tradewind Task Force miały nieco informacji dotyczących japońskich pozycji czy plaż, na których miał się odbyć desant, 6 Armia nie przeprowadziła ze swojej strony żadnych akcji zwiadowczych, obawiając się zaalarmowania obrońców wyspy o zbliżającym się ataku.
Siły Zadaniowe zostały zgrupowane w szeregu baz w północno-zachodniej części Nowej Gwinei, po czym na początku września rozpoczęły przeprowadzanie ćwiczeń desantu w Aitape i na wyspie Wake. Konwój został zgromadzony w Maffin Bay 11 września i wyruszył stamtąd następnego dnia. Nie został wykryty przez Japończyków i nie niepokojony dotarł do Morotai rankiem 15 września.

## Desant aliantów

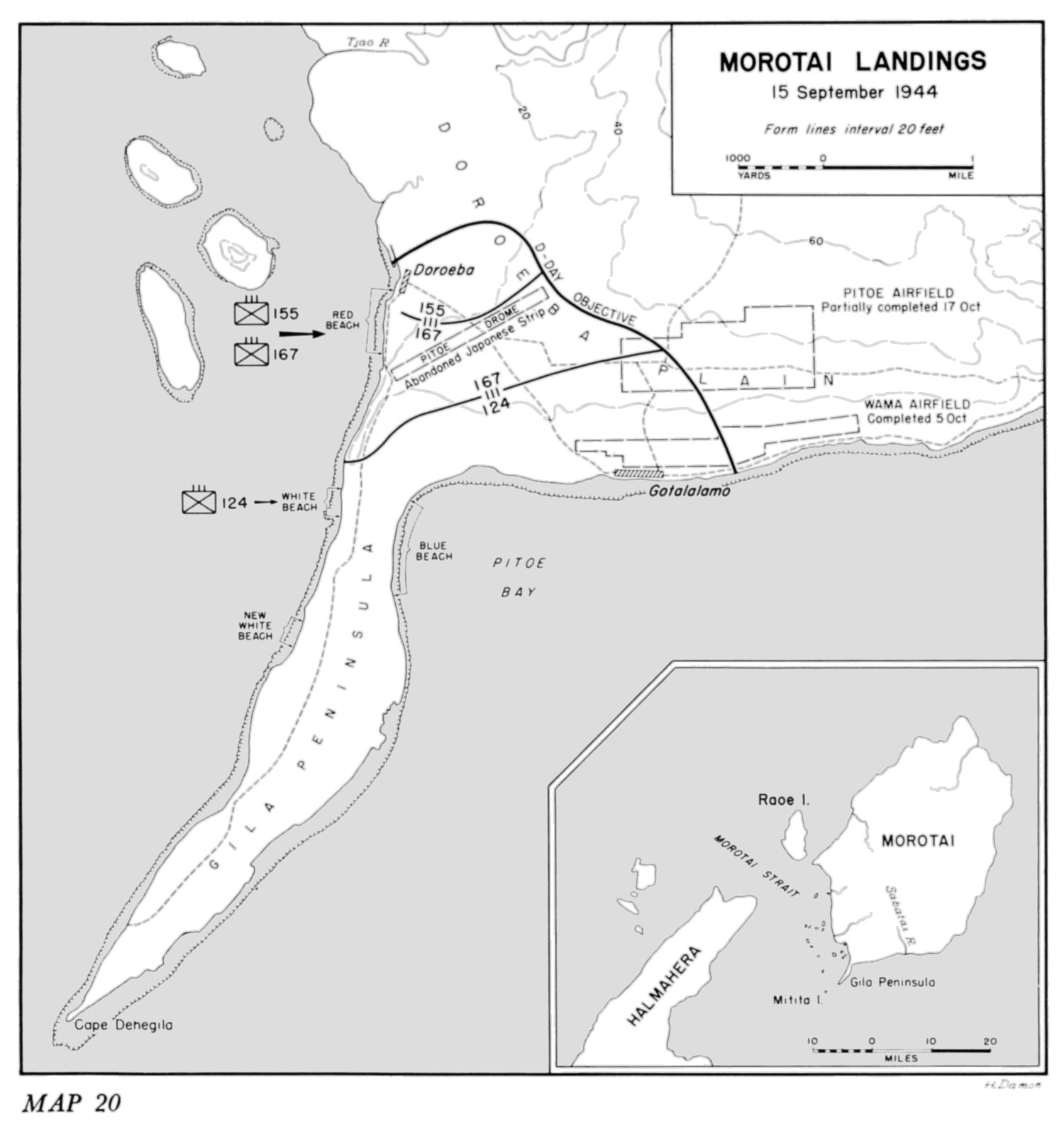
Lokalizacja desantu Aliantów 15 września 1944 roku

Bitwa o Morotai rozpoczęła się o 6:30 nad ranem 15 września. Alianckie okręty wojenne rozpoczęły dwugodzinny ostrzał przyszłego terenu desantu, mający zlikwidować znajdujące się tam siły japońskie. W jego wyniku doszło do pożarów w znajdujących się na wyspie wioskach; jako że Japończycy nie posiadali w tym rejonie dużych sił zginęło zaledwie kilku żołnierzy.
Pierwsza fala amerykańskich żołnierzy wylądowała na wyspie o 8:30, nie napotykając żadnego oporu. 155 i 167 Pułk Piechoty wylądowały na Red Beach, natomiast 124 Pułk Piechoty na White Beach. Znalazłszy się na lądzie, oddziały desantowe zgrupowały się w swoje jednostki taktyczne i wkroczyły na równinę. Do wieczora 31 Dywizja zabezpieczyła wszystkie założone cele pierwszego dnia bitwy (D-Day) i utrzymały ląd do głębokości 1800 m. Doszło do drobnych potyczek, w trakcie których obie strony poniosły niewielkie straty. Japońska 2. Tymczasowa Jednostka Podjazdowa nie była w stanie stawić oporu przeważającym siłom alianckim, w związku z czym wycofała się w głąb wyspy. Japońska 7 Dywizja Lotnicza bazująca na wyspach Seram i Celebes, rozpoczęła nocne naloty na pozycje alianckie na Morotai już 15 września, jednak nie wyrządziły im one większych szkód.

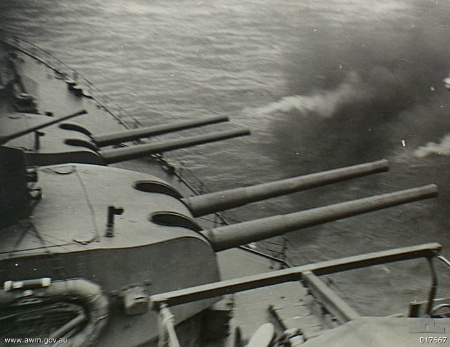
Ostrzał miejsc lądowania przez australijski krążownik HMAS „Shropsphire” (73), 15 września 1944

Brak oporu był dla aliantów o tyle ważny, że warunki desantu na wybranych plażach były nieoczekiwanie niesprzyjające. Podczas gdy wywiad sprzed inwazji sugerował, że plaże są odpowiednie do przeprowadzenia lądowania, okazało się, że w rzeczywistości są one bardzo do tego celu nieodpowiednie. Obie plaże były muliste i trudne do osiągnięcia przez barki desantowe ze względu na skały i rafę koralową. W wyniku tego żołnierze musieli opuszczając barki, zmagać się z wysokimi falami. Opóźniło to całą operację i spowodowało zniszczenie znacznej ilości sprzętu. Tak jak jego żołnierze, generał MacArthur był zmuszony do przedzierania się przez fale sięgające klatki piersiowej nim dostał się na brzeg. Już pierwszego dnia operacji grupa badawcza odkryła, że plaża znajdująca się po drugiej stronie cypla, jest o wiele bardziej dogodna do osiągnięcia przez okręty desantowe (LST). Została ona oznaczona jako Blue Beach (Niebieska Plaża) i stała się podstawowym punktem lądowania od 16 września.

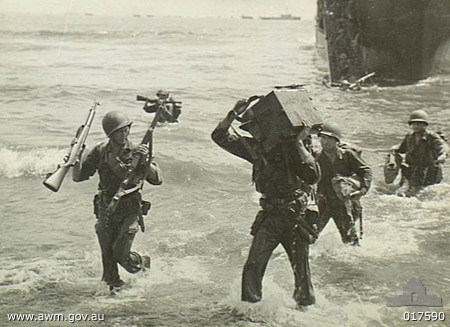
Desant na Morotai, 15 września 1944

31 Dywizja kontynuowała postępy w głębi wyspy 16 września. Wobec małego napotkanego oporu udało się po południu zabezpieczyć zaplanowany teren wokół lądowiska. Od 17 września 126 Pułk Piechoty rozpoczął lądowanie w kilku miejscach na wybrzeżu Morotai oraz pobliskich wysepkach w celu utworzenia punktów obserwacyjnych i stacji radiolokacyjnych. Operacje te były zazwyczaj nie niepokojone przez Japończyków, chociaż patrole lądujące na północy wyspy napotkały grupy japońskich żołnierzy. Japończycy nocą 18 września podjęli próbę infiltracji terenu zajętego przez aliantów, jednak zakończyła się ona porażką.
Oddział odkomenderowany z Administracji Cywilnej Indii Holenderskich (ang.: Netherlands Indies Civil Administration, NICA) był odpowiedzialny za sprawy cywilne na Morotai. Jego członkowie zeszli na ląd 15 września i przywrócili holenderską zwierzchność nad ludnością cywilną wyspy. Wielu mieszkańców informowało NICA odnośnie do japońskich pozycji na Morotai i Halmaherze. Inni natomiast służyli za przewodników dla amerykańskich patroli.
20 września 31 Dywizja posunęła się bardziej w głąb wyspy, zabezpieczając poszerzony obwód. Było to konieczne ze względu na potrzebne miejsce pod dodatkową bazę wojskową oraz instalacje wsparcia po tym, jak dowództwo postanowiło rozszerzyć budowę lądowiska. Operacja została zakończona w przeciągu dnia, napotykając jedynie nieznaczny opór japoński. 22 września Japończycy zaatakowali siedzibę 1. Batalionu 167 Pułku Piechoty, zostali jednak z łatwością odparci. Następnego dnia, kompania 126 Pułku Piechoty zaatakowała bez powodzenia oddział japoński znajdujący się w pobliżu Wajaboeta, na zachodzie wyspy. Pułk ponowił swój atak 24 września, zabezpieczając tę pozycję. Siły amerykańskie kontynuowały intensywne patrole do 4 października, gdy ogłoszono, że wyspa została zabezpieczona. Stany Zjednoczone straciły w tej początkowej fazie bitwy 30 żołnierzy, 85 zostało rannych, a jeden zaginął. Japończycy ponieśli o wiele większe straty, ponad 300 zginęło, a 13 zostało pojmanych przez aliantów.

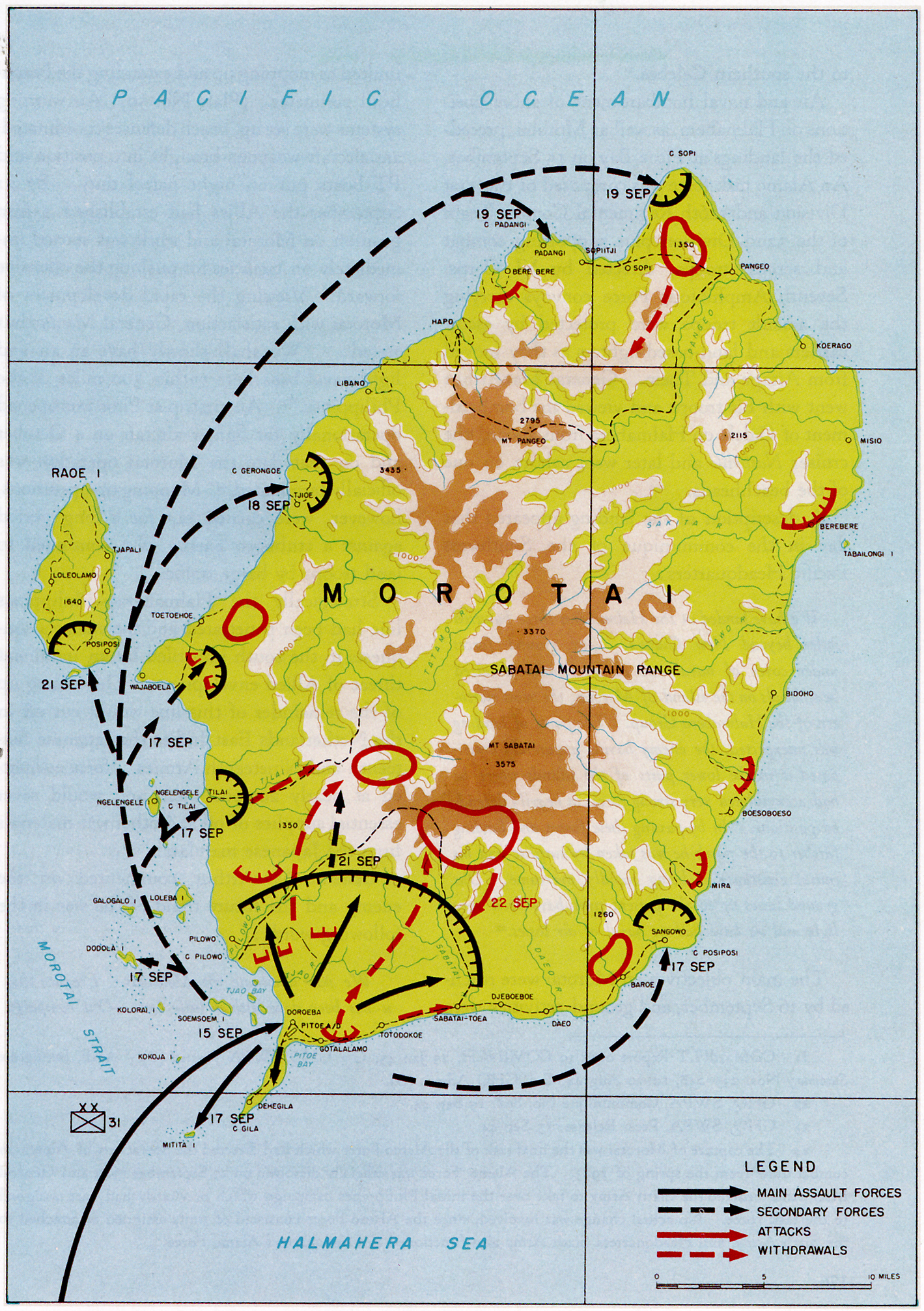
Ruchy wojk alianckich i japońskich podczas pierwszych tygodni bitwy

Amerykańskie siły lądowe nie potrzebowały wsparcia lotniczego, które było dla nich dostępne. W związku z tym grupa lotniskowców otrzymała nowe rozkazy 17 września. Sześć lotniskowców eskortowych pozostało we wsparciu, jednak ich samoloty zmuszone były walczyć w innych miejscach. Cztery lotniskowce eskortowe zostały oddelegowane 25 września, a pozostałe dwa 4 października. Niszczyciel eskortujący USS „Shelton" (DE-407), został zatopiony przez japoński okręt podwodny „RO-41" 3 października, podczas eskorty grupy lotniskowców. Kilka godzin później bazujący na lotniskowcu eskortowym USS „St. Lo" (CVE-63), samolot TBF Avenger zaatakował aliancki okręt podwodny USS „Seawolf" (SS-197) 32 km na północ od miejsca w którym utracony został USS „Shelton", w przeświadczeniu, że to właśnie ten okręt podwodny jest odpowiedzialny za jego zatopienie. Po spuszczeniu dwóch bomb, samolot naprowadził na jego pozycję niszczyciel USS „Richard M. Rowell" (DE-403), który przy piątej próbie zatopił USS „Seawolf". Wszyscy znajdujący się na pokładzie okrętu podwodnego zginęli. Później okazało się, że „Seawolf" co prawda płynął „linią bezpieczeństwa okrętów podwodnych”, jednak piloci nie zostali właściwie poinformowani o jej istnieniu i lokalizacji, ponadto pozycja „Seawolfa" nie została przekazana załodze USS „Richard M. Rowell".
United States Navy utworzyła 16 września na Morotai bazę dla kutrów typu PT, w momencie gdy tendry USS „Mobjack" (AGP-7) oraz USS „Oyster Bay" (AGP-6) przybyły na wyspę wraz z 41 kutrami zgrupowanymi w cztery eskadry (9., 10. 18. i 33.). Podstawowym ich zadaniem było ustanowienie blokady na cieśninie szerokości 19 km oddzielającej Morotai od sąsiedniej wyspy Halmahera, uniemożliwiającej Japończykom przerzucenie swoich sił z jednej wyspy na drugą.
Oddziały 31 Dywizji zostały wysłane w listopadzie w celu zajęcia niektórych sąsiednich wysp Nowej Gwinei, z których Japończycy mogliby śledzić ruchy wojsk alianckich. 15 listopada, 1200 żołnierzy z 2. Batalionu, 167 Pułku Piechoty wraz z dodatkowymi siłami wylądowały na wyspie Pegun, w grupie wysp Mapia; następnego dnia przypuszczono atak na wyspę Bras. Cała grupa wysp Mapia został uznana za zabezpieczoną 18 listopada. Opór ze strony 172 żołnierzy japońskiej 36 Dywizji Piechoty został przezwyciężony. 19 listopada zajęte zostały wyspy Asia. Były to pierwsze ofensywne operacje zagraniczne 8 Armii Stanów Zjednoczonych. Dowódcą obu operacji był komandor Edward Russell Gibson, baron Ashbourne z Royal Navy, będący na pokładzie stawiacza min HMS „Ariadne" (M65). Radary wraz z systemem LORAN zostały zainstalowane na zdobytych wyspach.

## Rozbudowa bazy

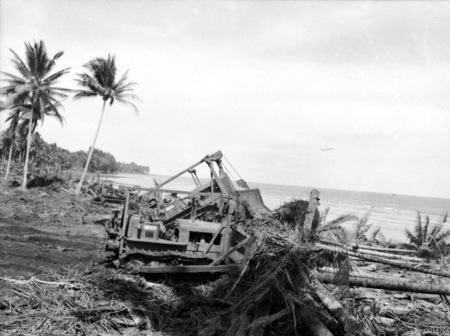
Australijski buldożer oczyszczający teren pod lądowisko na Morotai, 19 września 1944

Szybka rozbudowa Morotai do rangi ważnej bazy wojskowej była kluczowym założeniem całej operacji. Plany sprzed inwazji zakładały budowę trzech dużych lądowisk w przeciągu 45 dni licząc od 15 września. Pierwsze miało być czynne niezwłocznie po przeprowadzeniu desantu. Ponadto budowana baza miała mieć dość miejsca na zakwaterowanie 60 000 żołnierzy, oraz urządzenia wsparcia i obsługi tej ilości osób. Wśród nich np. szpital z 1900 łóżkami, magazyny mogące pomieścić ogromne ilości paliwa, instalacje je obsługujące, a także zabudowania portowe. W związku z tym The Tradewind Task Force liczyły 7000 żołnierzy inżynieryjnych, spośród których 84% stanowili Amerykanie, resztę natomiast Australijczycy.
Prace rozpoczęto zanim Morotai została zabezpieczona. 16 września grupy badawcze rozpoczęły badania miejsc w których miały powstać lądowiska, orzekając, że wyrównanie terenu w tych lokalizacjach jest niewykonalne. Plany zaadaptowania japońskich lądowisk również zostały zarzucone, jako że kolidowałyby one z budowanymi we wschodniej części wyspy. Zostały w związku z tym jedynie oczyszczone i przygotowane do roli zapasowych lądowisk. Prace nad pierwszym nowym pasem (nazwanym Wama Drome) rozpoczęły się 23 września po oczyszczeniu terenu. Do 4 października pas startowy Wama Drome był gotowy na odcinku 1500 metrów, wspierając ciężkie bombowce odbywające naloty na Balikpapan i Borneo. Budowa kolejnego, większego (miało posiadać dwa równoległe do siebie pasy startowe) lądowiska, nazwanego Pitu Drome, rozpoczęła się pod koniec września. Do 17 października lądowisko miało czynny pas długości 2100 m. Prace konstrukcyjne zostały przyspieszone od 18 października po wycofaniu III Floty Stanów Zjednoczonych z misji bezpośredniego wsparcia planowanego ataku na wyspę Leyte. Oba lądowiska zostały ukończone w listopadzie. Posiadały łącznie trzy duże pasy startowe, miejsca postojowe o twardej nawierzchni dla 253 samolotów, włączając 174 ciężkie bombowce. Pomimo tego, że budowa lądowisk wymagała zniszczenia wiosek rdzennych mieszkańców, inżynierowie amerykańscy i australijscy byli wspomagani od 1 października przez około 350 pracowników rekrutowanych przez NICA spośród mieszkańców wyspy.

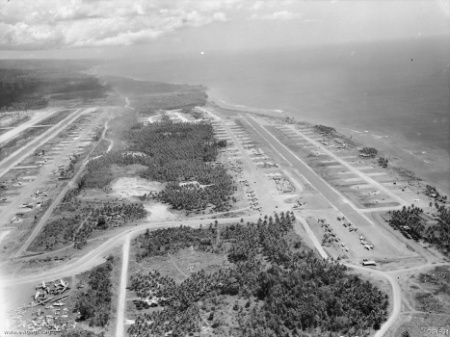
Lądowisko Wama w kwietniu 1945

Inne urządzenia bazy były wznoszone wraz z budową lądowisk. Prace nad magazynami paliwowymi rozpoczęły się wkrótce po lądowaniu na wyspie, a pierwsze były gotowe 20 września. Nabrzeże dla tankowców oraz duży terminal paliwowy zostały ukończone na początku października, a był rozbudowywany również w listopadzie, do momentu osiągnięcia pojemności 129 000 baryłek (20 500 m³). Kilka doków będących w stanie pomieścić statki typu Liberty, zostało wybudowanych na zachodnim wybrzeżu Morotai, spośród nich pierwszy został ukończony 8 października. Dodatkowo wybudowanych zostało dwadzieścia podejść dla okrętów desantowych (LST) na Blue Beach, w celu wspomagania ich załadunku i rozładunku. Ponadto ukończone zostały również inne projekty jak np. rozbudowana sieć drogowa, instalacje marynarki wojennej, 2600 m² powierzchni magazynowej, oraz oczyszczanie terenu pod budynki zakwaterowania żołnierzy i obozy. Szpital planowany na 1900 łóżek, został ostatecznie ukończony jako mogący pomieścić ich jedynie 1000. Największymi trudnościami podczas budowania bazy było błotniste podłoże powodowane przez niezwykle obfite opady deszczu oraz zapewnienie odpowiedniej ilości wody.
Morotai odegrała większą rolę w wyzwoleniu Filipin niż początkowo przewidywano. Inwazja na Mindanao zostało przełożona we wrześniu z powodu planu desantu na wyspie Leyte, w centralnych Filipinach pod koniec października. Lądowiska na Morotai były najbliżej znajdującymi się alianckimi urządzeniami tego typu od Leyte. W związku z tym myśliwce i bombowce bazujące na Morotai atakowały cele w południowych Filipinach i w Holenderskich Indiach Wschodnich, wspomagając atak na Leyte 15 października. Po ukończeniu lądowisk na Leyte, Morotai była wykorzystywana także jako miejsce zgrupowania myśliwców i bombowców lecących na Filipiny.

## Późniejsze walki

### Odpowiedź Japończyków
Japończycy wiedzieli, że ich siły na Filipinach będą zagrożone, jeżeli aliantom uda się rozbudowa bazy lotniczej na Morotai. Zakłóceniem tych prac miała się zająć duża liczba wojska wysłanego przez japońskie dowództwo z sąsiedniej wyspy Halmahery pod koniec października i w listopadzie. Siły złożone były z trzonu 211 Pułku Piechoty, 3. Batalionu 210 Pułku Piechoty, a także trzech oddziałów podjazdowych. 12 października dowódca 211 Pułku Piechoty, pułkownik Kisou Ouchi został mianowany dowódcą sił na Morotai. Kryptolodzy alianccy często byli w stanie uprzedzać swoje siły o próbach przerzutów wojsk japońskich na wyspę, co pozwalało im zablokować w porę dostęp do niej. Kutry PT zniszczyły dużą liczbę barek, których Japończycy używali do przekroczenia cieśniny. Niemniej jednak alianci nie byli w stanie powstrzymać w całości przenikania ich sił na Morotai.

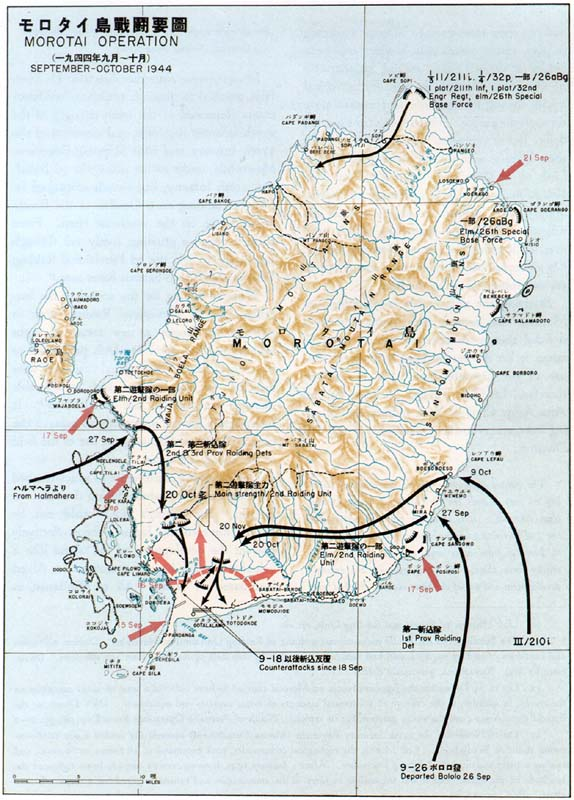
Lokalizacja lądowań sił japońskich we wrześniu i w październiku 1944

Próby udanej kontrofensywy na Morotai okazały się być niemożliwe do przeprowadzenia. Wielu żołnierzy przerzuconych na wyspę cierpiało z powodu chorób. Niemożliwe okazało się również zapewnienie odpowiedniego zaopatrzenia w związku z morską i powietrzną blokadą wyspy. Rezultatem tego była niemożność przeprowadzania przez Japończyków ataków mogących rzeczywiście przeszkodzić w rozbudowie bazy, pomimo prób podejmowanych kilkukrotnie przez 2. Tymczasową Jednostkę Podjazdową. Wreszcie siły japońskie wycofały się w głąb Morotai, gdzie wielu żołnierzy zginęło w wyniku chorób i głodu. Ostatnie barki ze wsparciem dla Morotai z Halmahery przybyły na wyspę 12 maja 1945 roku.
Pod koniec grudnia 1944 roku, 136 Pułk Piechoty 33 Dywizji Piechoty Stanów Zjednoczonych został przerzucony z Nowej Gwinei na Morotai celem zaatakowania japońskiego 211 Pułku Piechoty na zachodzie wyspy. 26 grudnia Amerykanie rozpoczęli ofensywę na zajmowane przez Japończyków tereny, posuwając się z północy i południowego zachodu. 136 Pułk Piechoty był wspomagany przez batalion ze 130 Pułku Piechoty posuwający się od strony równiny Doroeba, artylerię ulokowaną na przybrzeżnych wysepkach oraz stu lokalnych tragarzy. 3. Batalion 167 Pułku Piechoty również brał udział w tej operacji, maszerując w głąb wyspy z południa i powstrzymując Japończyków przed podziałem na mniejsze grupy mogące się ukryć w górach.
Na początku stycznia 1945 roku, Amerykanie odkryli, że dwa bataliony z 211 Pułku Piechoty znajdują się na Wzgórzu 40 (ang.: Hill 40), około 6 km na północ od alianckiego obwodu. Atak na tę pozycję rozpoczął się 3 stycznia, gdy 1. i 2. Batalion ze 136 Pułku Piechoty ruszyły z południowego zachodu napotykając silny opór. Pułk zużył znaczne ilości amunicji, której uzupełnienie nastąpiło drogą powietrzną. Oba bataliony wznowiły atak 4 stycznia w asyście silnego ostrzału artyleryjskiego, osiągając główną japońską pozycję po południu tego dnia. W tym czasie 3. Batalion ze 136 Pułku Piechoty zdobył Wzgórze 40 od północy, likwidując 3. Batalion z 211 Pułku Piechoty w serii potyczek. Ten japoński batalion stacjonował na wybrzeżu, otrzymując zaopatrzenie z Halmahery oraz przypuszczając szereg nieudanych ataków na amerykański przyczółek, po lądowaniu sił alianckich w grudniu.
136 Pułk Piechoty zakończył operację ataku na Wzgórze 40 5 stycznia. Bataliony 1. i 2. nadeszły z zachodu i południowego zachodu, podczas gdy 3. Batalion z północy, napotykając mały opór. Następnie 1. i 2. Batalion ruszyły dalej na północ, aby wytropić pozostałości sił japońskich, co trwało do 14 stycznia. Pułk ogłosił wówczas zabicie 870 Japończyków oraz pojmanie 10, przy 46 ofiarach śmiertelnych po swojej stronie i 127 rannych. 3. Batalion ze 167 Pułku Piechoty połączył się ze 136 Pułkiem Piechoty 7 stycznia, po przejęciu głównej japońskiej radiostacji 4 stycznia. W połowie stycznia 136 Pułk Piechoty wycofał się do alianckiego obwodu, gdzie połączył się z 33 Dywizją, zgrupowaną na Morotai w drodze na wyspę Luzon, gdzie miał odbyć się kolejny desant wojsk alianckich.

### Japońskie naloty i oczyszczanie wyspy przez aliantów
7 Dywizja Lotnictwa japońskiego przeprowadzała naloty na Morotai jeszcze przez miesiące po desancie aliantów. Pomiędzy 15 września 1944 a 1 lutego 1945 odbyto łącznie osiemdziesiąt dwa naloty. Samoloty używane podczas nich przybywały z Seram i Celebes, odbywając międzylądowanie na Halmaherze, przed atakiem na ostateczny cel. Pięćdziesiąt cztery spośród nich nie spowodowały żadnych zniszczeń. Pozostałe przyczyniły się do unieszkodliwienia czterdziestu dwóch alianckich samolotów, oraz uszkodzenia kolejnych trzydziestu trzech. Straty w ludziach wyniosły dziewiętnaście ofiar śmiertelnych i dziewięćdziesiąt dziewięć rannych po stronie alianckiej. Najbardziej skuteczny nalot miał miejsce nocą 22 listopada, kiedy to piętnaście alianckich samolotów zostało zniszczonych, a osiem uszkodzonych. Regularne naloty japońskie zakończyły się pod koniec stycznia 1945 roku. Ostatni miał natomiast miejsce 22 marca. Myśliwce nocne Stanów Zjednoczonych odniosły jedynie ograniczone sukcesy, jako że japońskie samoloty były wykrywane zazwyczaj tuż przed przekroczeniem granicy strefy bronionej przez działka przeciwlotnicze; działka te były sprawcami zestrzelenia większości spośród dwudziestu sześciu utraconych przez Japonię samolotów nad Morotai. Historia oficjalna United States Air Force określiła nocne walki nad Morotai jako "prawdopodobnie najtrudniejsze zadania przedsięwzięte przez amerykańskie myśliwce nocne podczas II wojny światowej", ze względu na trudności w wykryciu zbliżających się nalotów.
Siły kutrów PT zostały w lutym zredukowane do jednej eskadry, która pozostała aktywna do końca wojny. Poza patrolowaniem okolic Morotai, kutry operowały na wodach zachodnich Indii Wschodnich, atakując japońskie pozycje oraz wspierając rekonesans prowadzony przez australijskie i holenderskie siły. W maju kutry PR wraz z australijską Jednostką Specjalną Z (ang.: Z Special Unit) uwolniły sułtana Ternate wraz z jego dworem i haremem z japońskiej niewoli. Do końca wojny kutry PT przeprowadziły niemal 1300 patroli, niszcząc pięćdziesiąt łodzi i 150 małych barek w pobliżu Morotai i Halhamery.
31 Dywizja pozostała na wyspie do 12 kwietnia 1945, kiedy to została przerzucona do udziału w operacji wyzwolenia Minadanao. Została zastąpiona przez amerykańską 93 Dywizję Piechoty. Była to wydzielona dywizja składająca się z żołnierzy afroamerykańskich, służąca w czasie wojny głównie zadaniom zabezpieczającym i robotniczym. Rozlokowana na wyspie dywizja rozpoczęła przeprowadzanie patroli nakierowanych na unicestwienie pozostałych jeszcze na Morotai sił japońskich. W tym czasie większość pozostających na wyspie Japończyków znajdowała się na zachodnim wybrzeżu, utrzymując się generalnie w pobliżu zabudowań rdzennych mieszkańców. Patrole zachodniego i północnego wybrzeża były prowadzone od kwietnia 1945 roku, prowadząc do rozproszonych potyczek z małymi oddziałami armii japońskiej. Jednym z największych osiągnięć dywizji było pojmanie pułkownika Ouchi, przez patrol 25. PP, 2 sierpnia. Ouchi stał się najwyższym rangą oficerem japońskim wziętym do niewoli przed zakończeniem wojny.

## Następstwa

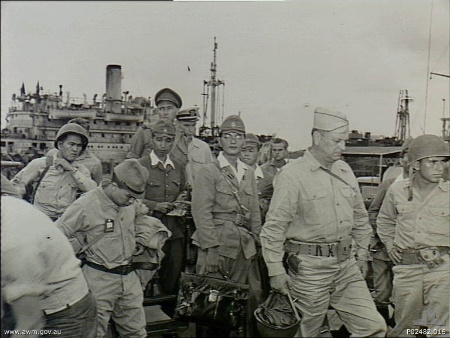
Japończycy poddający się 93 Dywizji

Morotai pozostało ważną aliancką bazą także po zabezpieczeniu Leyte. Wyspa stała się bazą dla Trzynastych Sił Powietrznych Stanów Zjednoczonych i Pierwszych Australijskich Taktycznych Sił Powietrznych, które atakowały stąd cele w Holenderskich Indiach Wschodnich i w północnych Filipinach, aż do zakończenia wojny. Była także wykorzystywana przez australijski I Korpus (ang.: I Corps) w trakcie kampanii na Borneo w 1945 roku. Australijscy inżynierowie rozbudowali instalacje na Morotai, mające wspierać tę operację. Ze względu na zatłoczenie, niektóre zabudowania obozu Australijczyków zostały wzniesione poza amerykańskim obwodem.
Morotai stało się miejscem kilku ceremonii kapitulacji, następujących po oficjalnej kapitulacji Japonii. Około 660 żołnierzy japońskich poddało się aliantom na Morotai 15 sierpnia. 93 Dywizja przyjęła kapitulację liczącego 40 000 żołnierzy oddziału na Halmaherze 26 sierpnia po tym, jak tamtejszy dowódca japoński został przetransportowany kutrem PT na Morotai. 9 września australijski generał Thomas Blamey przyjął na Morotai kapitulację japońskiej 2 Armii. Szeregowiec Teruo Nakamura, ostatni potwierdzony żołnierz japoński, został schwytany na Morotai przez Indonezyjskie Siły Powietrzne 18 grudnia 1974 roku.
Morotai pozostało ważną aliancką bazą w pierwszych miesiącach po wojnie. Siły australijskie odpowiedzialne za okupację i administrację wojskową nad wschodnimi Indiami Holenderskimi miały tutaj swoją siedzibę do kwietnia 1946 roku, kiedy to została przywrócona kolonialna władza Holandii. Wyspa stała się także miejscem przeprowadzenia procesów niektórych japońskich żołnierzy.